# 乌利·希克
乌利·希克（1946年4月29日—），瑞士商人、外交官、艺术品收藏家，1995年至1998年任瑞士驻中国、朝鲜及蒙古大使，现为瑞士最大媒体公司Ringier副主席。他收藏了大量中国当代艺术作品，其中相当大一部分于2012年捐赠给香港博物馆M+。

## 履历
希克出生于1946年，为苏黎世大学法学博士。
职业生涯初期任商业记者，1977年供职于迅达集团，期间旅居中国，1990年离职。其后五年在瑞士多家公司任董事。
1995年至1998年，历任瑞士驻中国、朝鲜、蒙古大使。
2009年，任媒体公司Ringier副主席。他还是中国国家开发银行顾问委员会顾问。

## 艺术收藏
希克是全世界收藏中国当代艺术作品最多的人，涵盖350多位艺术家的2000个作品。1997年，他牵头成立中国当代艺术奖。
2012年，希克将个人收藏的350位艺术家的1463个作品捐赠给香港M+博物馆，包括艾未未的26个作品及丁㇠、方力钧、耿建翌、谷文达、黄永砯、刘韡、张晓刚等人的作品，总价值1.63亿美元，留下300个作品。余下作品藏于自己在毛恩湖岛建的城堡。
目前任职于纽约现代艺术博物馆国际理事会及伦敦泰特美术馆国际顾问理事会。
担任驻朝鲜大使期间，希克与朝鲜两大艺术合作社萬壽臺創作社及白头山创作社签订正式合同，成为唯一获准购买朝鲜艺术家创作金日成和金正日画像的外国收藏家。朝鲜政府一度希望他在当地建立当代艺术博物馆，但被他婉拒。